# Ciprian Tătărușanu
Ciprian Anton Tătărușanu (* 9. Februar 1986 in Bukarest) ist ein ehemaliger rumänischer Fußballspieler. Der Torhüter war von 2010 bis 2020 Nationalspieler von Rumänien und wurde 2015 als Rumäniens Fußballer des Jahres ausgezeichnet. Mit Steaua Bukarest gewann er 2013 und 2014 die rumänische Meisterschaft, mit der AC Mailand 2022 die italienische Meisterschaft. Außerdem spielte Tătărușanu für Juventus Bukarest, Gloria Bistrița, die AC Florenz, den FC Nantes, Olympique Lyon und den Abha Club in Saudi-Arabien, wo er im September 2024 seine Karriere beendete.

## Karriere

### Verein

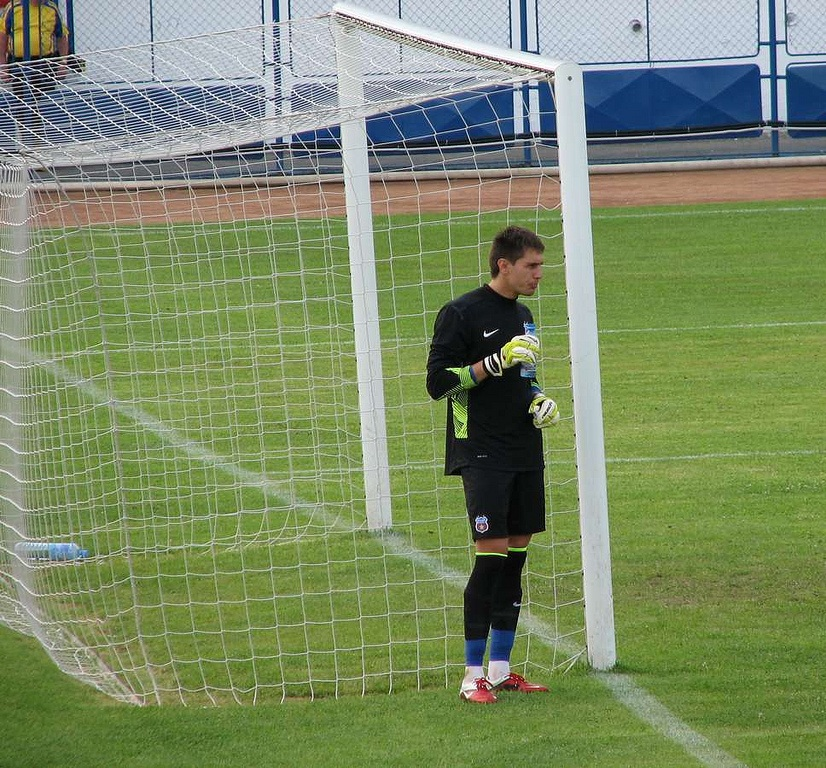
Ciprian Tătărușanu bei Steaua Bukarest (2011)

#### Karrierebeginn in Rumänien (2003–2014)
Juventus Bukarest
Tătărușanu begann seine Karriere bei Juventus Bukarest, wo er 2003 in die erste Mannschaft geholt wurde. Nach relativ guten Spielen wurde er 2007 vom Erstligisten Gloria Bistrița verpflichtet. Sein Debüt für Gloria gab er am 18. August 2007 gegen den FC Vaslui, das Spiel wurde mit 0:2 verloren. Weiters konnte er bereits in der ersten Saison international spielen: Der Verein spielte in der 1. Runde des UI-Cups 2007/08 gegen den Vertreter aus Montenegro FK Grbalj Radanovići; in beiden Spielen kam Tătărușanu zum Einsatz.
Gloria Bistrița
In der darauffolgenden Saison wurde der junge Torhüter von Steaua Bukarest verpflichtet, jedoch gleich darauf an seinen ursprünglichen Klub Gloria Bistrița verliehen. In der zweiten Saison wurde der 13. Platz erreicht.
Steaua Bukarest
In der Spielzeit 2009/10 wurde er dann endgültig in den Kader von Steaua aufgenommen und wurde anfangs sogar Stammtorhüter, was Tătărușanu eine Einberufung ins Nationalteam brachte, jedoch kam er gegen Ungarn nicht zum Einsatz. Ab Beginn der Spielzeit 2010/11 war er die „Nummer Eins“ im Tor von Steaua. Mit dem Pokalsieg 2011 gewann er seinen ersten Titel. In der Saison 2012/13 folgte seine erste Meisterschaft. Diesen Erfolg konnte er in der darauffolgenden Saison wiederholen.

#### Zeit in Florenz und Frankreich (2014–2020)
AC Florenz
Zur Spielzeit 2014/15 wechselte Tătărușanu zur AC Florenz. Sein Debüt für die Italiener gab er am 18. September 2014 im Europa-League-Spiel gegen EA Guingamp. In der Liga konnte er sich zunächst nicht gegen Stammtorhüter Norberto Murara Neto durchsetzen und kam in der Saison 2014/15 auf nur neun Ligaspiele. Mit dem Weggang von Neto zur Saison 2015/16 wurde Tătărușanu zum Stammtorhüter der Florentiner und kam in 37 der 38 Saisonspiele als Torhüter zum Einsatz.
FC Nantes
Zur Saison 2017/18 wechselte Tătărușanu in die Ligue 1 zum FC Nantes. In Nantes war Tătărușanu über zwei Spielzeiten Stammtorhüter und absolvierte dabei 67 Pflichtspiele für die Franzosen. Erst zum Ende der Spielzeit 2018/19 stand Maxime Dupé immer häufiger im Tor.
Olympique Lyon

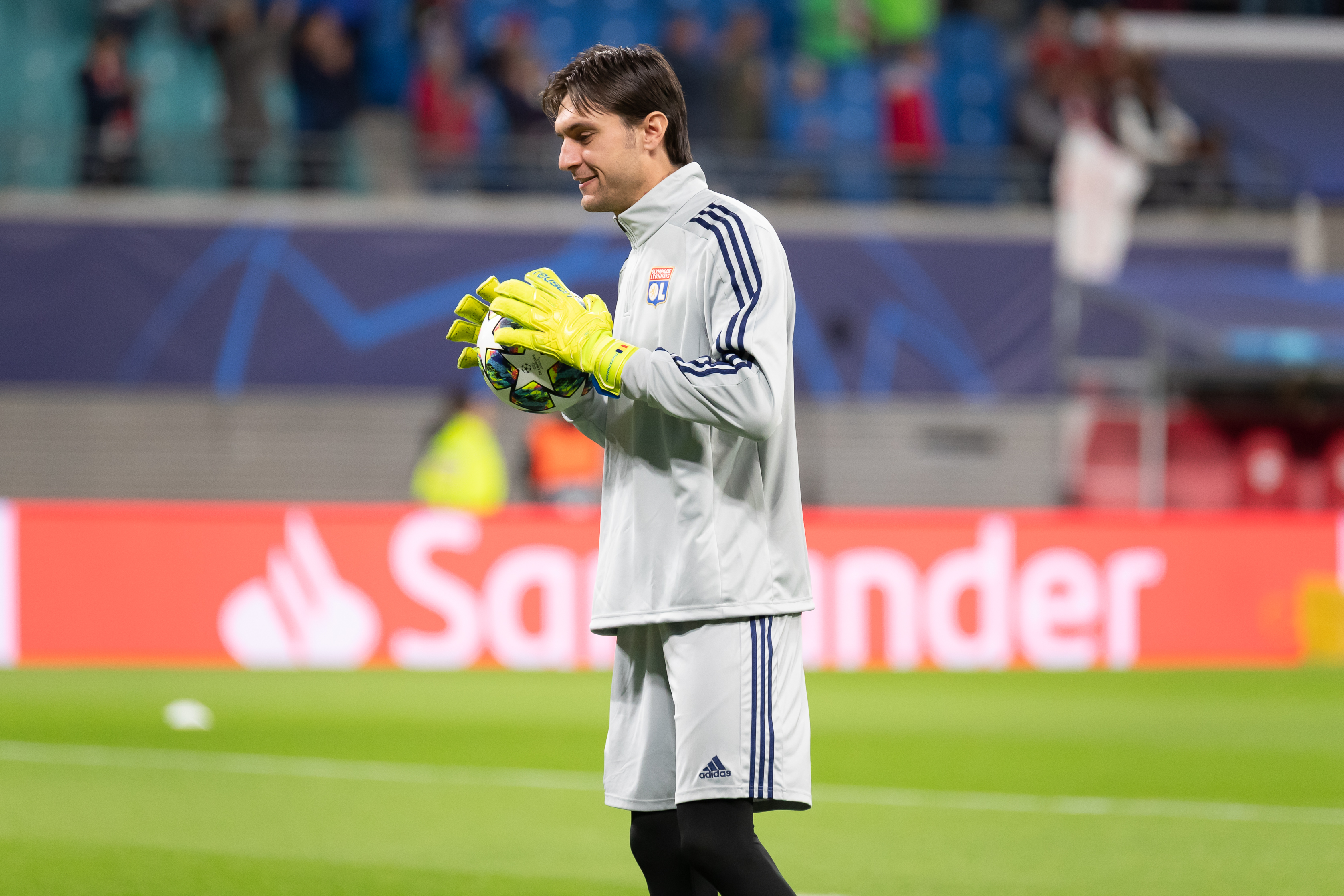
Ciprian Tătărușanu bei Olympique Lyon (2019)

Im Juli 2019 wechselte Tătărușanu ligaintern zu Olympique Lyon. In Lyon war er Ersatztorhüter hinter Anthony Lopes und absolvierte in der Spielzeit 2019/20 6 Pflichtspiele. Mit den Franzosen erreichte er das Finale des Ligapokals, das man knapp im Elfmeterschießen gegen Paris Saint-Germain verlor. Tătărușanu stand in allen vorherigen Pokalrunden im Tor, gehörte im Finale jedoch nicht zum Spieltagskader.

#### Karriereausklang in Mailand und Saudi-Arabien (2020–2024)
AC Mailand
Im September 2020 wechselte Tătărușanu nach Italien zur AC Mailand und unterschrieb dort einen Vertrag bis 2023. Tătărușanu war bei Milan der Ersatztorhüter hinter Gianluigi Donnarumma und als dieser positiv auf COVID-19 getestet wurde, stand er im Oktober 2020 beim 3:3-Unentschieden gegen die AS Rom erstmals zwischen den Pfosten der Mailänder. Auch nach dem Abgang von Donnarumma war Tătărușanu ab Sommer 2021 der Ersatztorhüter hinter Neuzugang Mike Maignan. Als dieser im Oktober und November 2021 wegen einer Verletzung am Handgelenk ausfiel, übernahm Tătărușanu seine Aufgabe und wurde dabei beim 1:1-Unentschieden im Stadtderby gegen Inter Mailand zum Derbyheld, als er in der 27. Spielminute einen Elfmeter von Lautaro Martínez abwehrte. In dieser Spielzeit 2021/22 gewann Tătărușanu mit der AC Mailand die italienische Meisterschaft. Der im Sommer 2023 auslaufende Vertrag von Tătărușanu wurde nicht verlängert. In 3 Jahren bei Milan absolvierte er wettbewerbsübergreifend 37 Pflichtspiele.
Abha Club
Im August 2023 wechselte Tătărușanu nach Saudi-Arabien zum Abha Club. Bei seinem neuen Verein war er als Stammspieler im Tor gesetzt und absolvierte 33 von möglichen 34 Ligaspielen. Tătărușanu und der Abha Club verbrachten die komplette Spielzeit 2023/24 im Abstiegskampf und stiegen am Ende der Spielzeit auf dem 16. Tabellenplatz in die zweitklassige Saudi First Division League ab.
Am 11. September 2024 verkündete Tătărușanu auf Instagram sein Karriereende. Eineinhalb Wochen später wurde er im Stadion vom FCSB Bukarest (ehemals Steaua Bukarest) verabschiedet und führte dort symbolisch den Anstoß zum Ligaspiel gegen Petrolul Ploiești aus.

### Nationalmannschaft

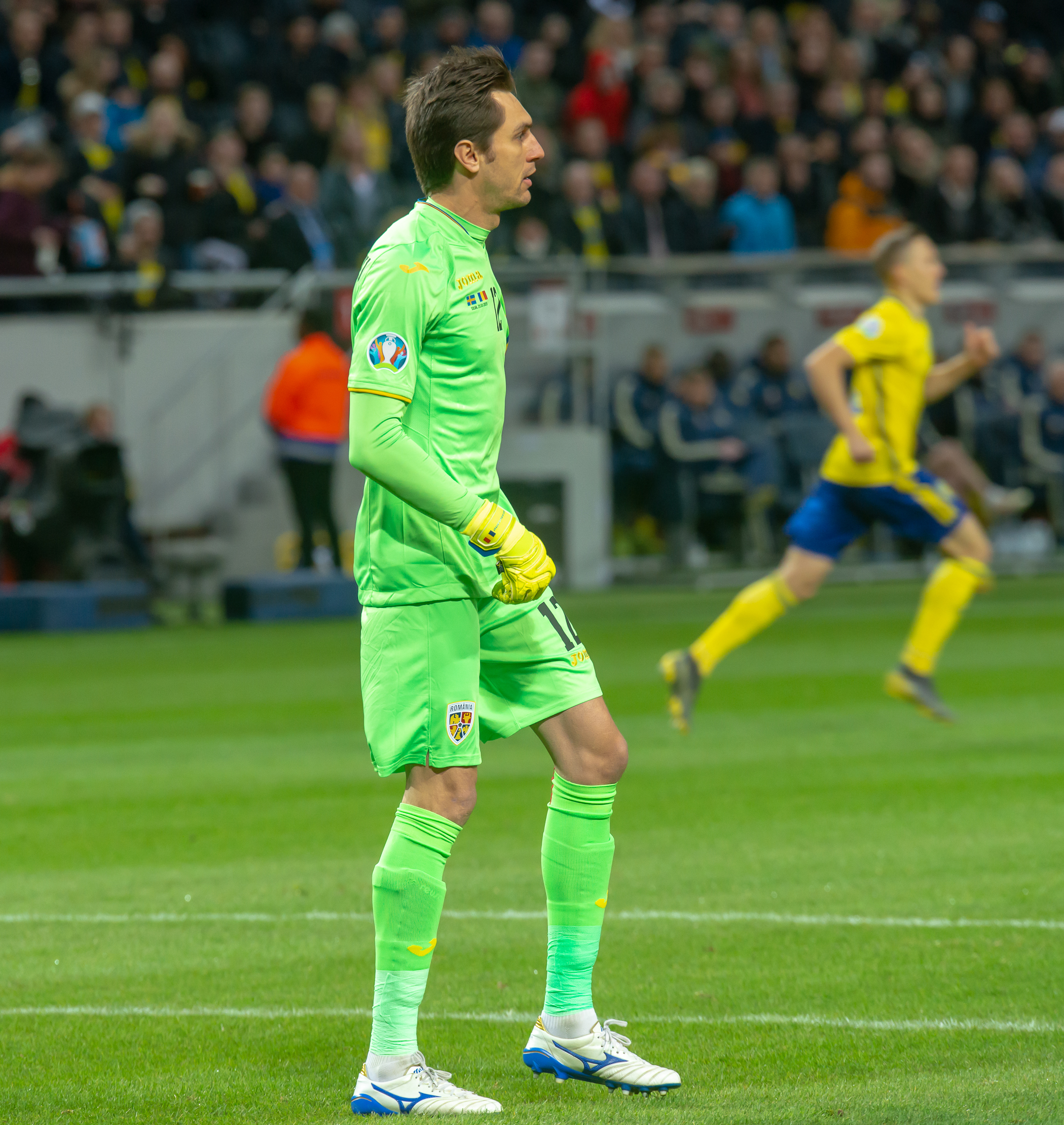
Ciprian Tătărușanu im Trikot der Nationalmannschaft (2019)

Erstmals wurde Tătărușanu im August 2009 im Spiel gegen die ungarische Auswahl in die Nationalmannschaft Rumäniens berufen. In diesem Spiel wurde er allerdings nicht eingesetzt.
Am 17. November 2010 kam Tătărușanu zu seinem ersten Länderspieleinsatz, als er im Freundschaftsspiel gegen Italien zur Halbzeit für Costel Pantilimon eingewechselt wurde. Zunächst kämpfte Tătărușanu mit Pantilimon um die Nummer eins im rumänischen Tor. Seit 2012 kommt er regelmäßiger zum Zug.
Ciprian Tătărușanu war Stammtorhüter im rumänischen Aufgebot bei der Endrunde der Europameisterschaft 2016 in Frankreich. Er stand in allen drei Gruppenspielen im Tor und bekam vier Gegentore. Mit einem Unentschieden und zwei Niederlagen schied das Team aus.

## Erfolge

### Verein
Steaua Bukarest
- Rumänischer Meister: 2013, 2014
- Rumänischer Supercup-Sieger: 2013
- Rumänischer Pokalsieger: 2011

AC Mailand
- Italienischer Meister: 2021/22

Individuell
- Rumänischer Fußballer des Jahres: 2015[11]